# دیدمت که می‌رقصیدی
«دیدمت که می‌رقصیدی» (به انگلیسی: I Saw You Dancing) ترانه‌ای از گروه موسیقی سوئدی یاکی-دا است. این یکی از قطعه‌های اولین آلبوم استودیویی گروه با نام افتخار (۱۹۹۴) بود که در قالب تک‌آهنگ اصلی آن آلبوم هم منتشر شد. یوناس برگرن از ایس آو بیس ساخت و تهیه‌کنندگی این قطعه را انجام داده‌است.
«دیدمت که می‌رقصیدی» در زمان انتشارش در یونان، کانادا، دانمارک، فنلاند، ایسلند، اسرائیل و نروژ جزو ده تک‌آهنگ
برتر چارت‌های موسیقی شد. این قطعه در ایالات متحده هم عملکرد قابل قبولی داشت: تا ردهٔ یازدهم چارت دنس کلاب مجلهٔ بیلبورد صعود کرد و در بیلبورد هات ۱۰۰ به ردهٔ پنجاه و چهارم رسید.

## چارت‌های فروش موسیقی
| چارت (۱۹۹۵)                                | بالاترین جایگاه |
| ------------------------------------------ | --------------- |
| تک‌آهنگ‌های برتر کانادا (آرپی‌اِم)             | ۶۲              |
| دنس/اربن کانادا(آرپی‌اِم)                    | ۱۰              |
| دانمارک (ترک‌لیسن)                          | ۷               |
| اروپا (یوروچارت هات ۱۰۰)                   | ۹۷              |
| فنلاند (جدول‌های رسمی فنلاند)               | ۱۰              |
| آلمان (جدول‌های رسمی آلمان)                 | ۶۵              |
| یونان (رادیو استار اف‌ام)                   | ۱               |
| ایسلند (ایسلنسکی لیستین)                   | ۶               |
| اسرائیل (IBA)                              | ۳               |
| نروژ (وی‌جی-لیستا)                          | ۷               |
| سوئد (فهرست برترین‌های سوئد)                | ۳۲              |
| ترانه‌های باشگاه رقص ایالات متحده (بیلبورد) | ۱۱              |
| بیلبورد هات ۱۰۰ ایالات متحده               | ۵۴              |
| ایالات متحدهٔ آمریکا کَش‌باکس تاپ ۱۰۰         | ۴۱              |

| چارت (۱۹۹۵)                       | جایگاه |
| --------------------------------- | ------ |
| نروژ (وی‌جی-لیستا) (سه‌ماههٔ زمستان) | ۱۵     |